# Amédée Chaumette des Fossés
Jean-Baptiste Gabriel Amédée Chaumette des Fossés (Paris, 18 juin 1782 - en mer 4 octobre 1841) est un géographe et diplomate français. 

## Biographie
Élève de l'École des jeunes de langues, il entre dans la diplomatie en 1803 comme chancelier-interprète du consulat de France à Bucarest. Consul de Stettin puis de Göteborg (1815-1821) où il entreprend des expéditions scientifiques dans le Grand Nord, il est envoyé au Pérou en 1826 pour reconnaître l'indépendance du pays et y établir les premiers contacts officiels. Le gouvernement français lui attribue alors le titre de inspecteur du commerce français. 
Nommé de manière officielle consul général de France à Lima (1827), il est relevé de ses fonctions en 1829. Il lui est alors reproché de s'être beaucoup plus occupé d'ethnologie et de géographie que de diplomatie. En effet, un des membres fondateurs de la Société de géographie de Paris, dès son consulat en Suède, il communiquait déjà nombre de ses travaux à la Société. Au Pérou, il donne ainsi aussi d'importantes études sur les antiquités préhispaniques locales. Il adresse de même au roi de Suède Carl XIV, pour ses collections, une petite série de spécimens anthropologiques trouvés dans des tombes des environs de Lima. Il rassemble aussi à titre personnel une grande collection d'antiquités qu'il envoie en France avant son retour. 
En géographie, Chaumette révise la carte de la Pampa del Sacramento de Sobreviela (1790) et en publie une version corrigée, grâce à ses propres explorations, en 1830. Il constitue en outre une importante collection de livres, cartes et dessins de l'époque coloniale et du début du XIXe siècle. Cette collection sera rachetée en 1842 par le bibliophile Henri Ternaux-Compans. 
Alors en voyage de retour vers l'Europe, il meurt en mer entre Panama et New York le 4 octobre 1841. 

## Œuvres
- Voyage en Bosnie dans les années 1807 et 1808, 1822
- Amédée Chaumette des Fossés relate son voyage le long des côtes de Norvège, 1823
- Essai sur le commerce de la Norvège, 1827
- Plano del curso de los rios Huallaga y Ucayali y de la Pampa del Sacramento, 1830
- Curso de derecho romano, 1834